# Maksim Boerov
Maksim Aleksejevitsj Boerov (Russisch: Максим Алексеевич Буров) (Jaroslavl, 5 juni 1998) is een Russische freestyleskiër. Hij nam onder olympische vlag deel aan de Olympische Winterspelen 2018 in Pyeongchang.

## Carrière
Bij zijn wereldbekerdebuut, in februari 2015 in Moskou, scoorde Boerov direct wereldbekerpunten. Een jaar later behaalde de Rus in Moskou zijn eerste toptienklassering in een wereldbekerwedstrijd. In januari 2017 stond hij in Lake Placid voor de eerste maal in zijn carrière op het podium van een wereldbekerwedstrijd. Op de wereldkampioenschappen freestyleskiën 2017 in de Spaanse Sierra Nevada eindigde Boerov als elfde op het onderdeel aerials. Op 12 januari 2018 boekte de Rus in Deer Valley zijn eerste wereldbekerzege. In het seizoen 2017/2018 greep hij de eindzege in het wereldbekerklassement aerials. Tijdens de Olympische Winterspelen van 2018 in Pyeongchang eindigde Boerov als vijftiende op het onderdeel aerials.
In Park City nam de Rus deel aan de wereldkampioenschappen freestyleskiën 2019. Op dit toernooi werd hij wereldkampioen op het onderdeel aerials, in de aerials landenwedstrijd sleepte hij samen met Ljoebov Nikitina en Stanislav Nikitin de bronzen medaille in de wacht.

## Resultaten

### Olympische Spelen
| Jaar | Plaats      | Resultaten  |
| ---- | ----------- | ----------- |
| 2018 | Pyeongchang | 15e Aerials |

### Wereldkampioenschappen
| Jaar | Plaats        | Resultaten             |
| ---- | ------------- | ---------------------- |
| 2017 | Sierra Nevada | 11e Aerials            |
| 2019 | Park City     | Aerials · Aerials team |

### Wereldbeker
Eindklasseringen
| Seizoen   | Algm | AE    |
| --------- | ---- | ----- |
| 2014/2015 | 160e | 29e   |
| 2015/2016 | 130e | 28e   |
| 2016/2017 | 24e  | 7e    |
| 2017/2018 | 4e   | Goud  |
| 2018/2019 | 12e  | 4e    |
| 2019/2020 | 14e  | Brons |

Wereldbekerzeges
| Datum            | Plaats      | Onderdeel |
| ---------------- | ----------- | --------- |
| 12 januari 2018  | Deer Valley | Aerials   |
| 20 januari 2018  | Lake Placid | Aerials   |
| 19 januari 2019  | Lake Placid | Aerials   |
| 23 februari 2019 | Minsk       | Aerials   |
| 7 februari 2020  | Deer Valley | Aerials   |
| 4 december 2020  | Ruka        | Aerials   |
| 16 januari 2021  | Jaroslavl   | Aerials   |
| 17 januari 2021  | Jaroslavl   | Aerials   |
| 23 januari 2021  | Moskou      | Aerials   |
| 30 januari 2021  | Minsk       | Aerials   |